# Арнальдо Десерті
Арнальдо Десерті (італ. Arnaldo Deserti; нар. 4 березня 1981, Рапалло) — італійський ватерполіст. Чемпіон світу 2011 року.